# Business Bay

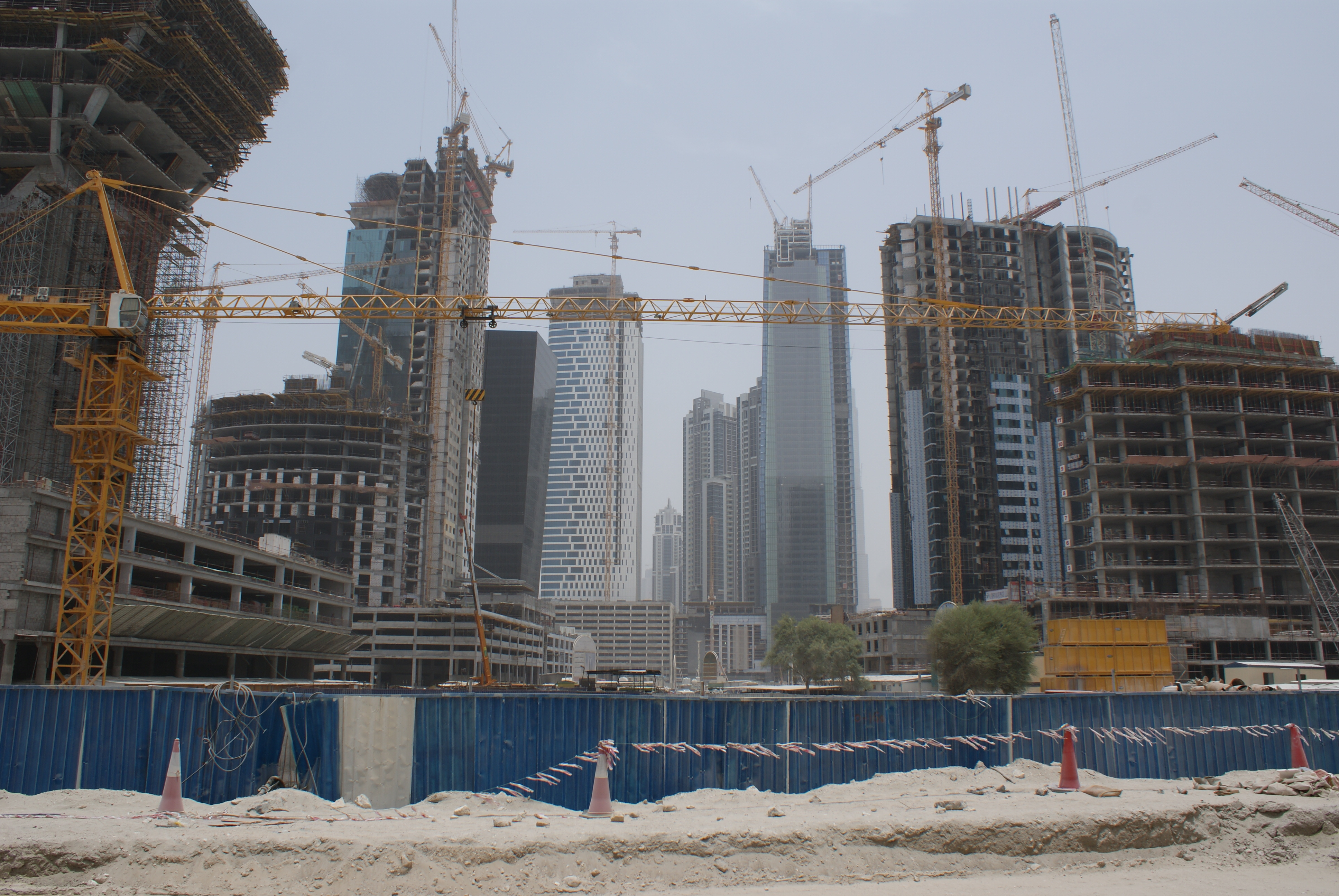
Business Bay im Juli 2009

Business Bay (arabisch الخليج التجاري, DMG al-Ḫalīǧ at-tiǧārī) ist ein Stadtentwicklungsvorhaben in Dubai, Vereinigte Arabische Emirate. Gebaut wird auf einer Fläche von fast 6000 Hektar, die sich von der Al Khail Road im Osten entlang des bisher um 10 Kilometer künstlich verlängerten Dubai Creek bis zur Sheik Zayed Road im Westen erstreckt.
In der rund 6 Kilometer langen Urbanisationszone sollen sich u. a. einmal 230–260 Hochhäuser und Wolkenkratzer in den Himmel recken. Business Bay wird – anders als der Name vermuten lässt – jedoch keine reine Businesszone sein, sondern soll bewusst den Charakter einer gemischt genutzten Zone mit enger Verzahnung von Arbeiten, Wohnen, Einkaufen und Freizeit bekommen. Die Projektentwickler nennen die Quartiere Lower Manhattan und Tokio-Ginza als angestrebte Vorbilder. 
Business Bay wird eine weitere Free Zone in Dubai bilden, in der sich internationale Unternehmen ansiedeln sollen.

## Planung
Die Planstadt grenzt südlich an die ebenso neue Downtown Dubai, welche vom Burj Khalifa markiert wird. Dennoch wird Business Bay mit dem Slogan "The region's business capital" beworben, auch mit dem Hinweis auf die relativ kurzen Entfernungen zum neuen Dubai International Financial Center, der Dubaier Finanz-Freihandelszone.
Nach den Plänen des Entwicklers Dubai Properties Group sollen nur etwa 15,3 % reine Bürokomplexe sein, aber 21,7 % als Wohntürme und der Rest in gemischter Nutzung verwirklicht werden. Mit einem Kostenaufwand von 30 Milliarden US-Dollar sollen in dieser zentral gelegenen Urbanisation einmal bis zu 270.000 Menschen arbeiten und leben. Die Infrastruktur sieht nahezu die ganze Palette von Einrichtungen vor, die eine Stadt in der Stadt ausmachen: in viel Grün eingebettete Häuser und öffentliche Gebäude, kommerzielle Sicherheitsangebote ("Security"), ausreichende Einkaufsmöglichkeiten und Restaurants, Kindergärten, Schulen und sonstige soziale und medizinische Einrichtungen, dazu Parks, Hotels, Sportplätze, ein Golfplatz und Erholungseinrichtungen. Als Besonderheit kommen hier die vielen öffentlichen Uferzonen zum Flanieren am Creek-Kanal und seinen Nebenarmen, dessen Wasserflächen sich bis zu 400 Meter Breite ausweiten.

## Bauvorhaben, Zeitvorstellungen
Business Bay wurde 2005 begonnen, die Creek-Verlängerung (vorerst nur bis zur Sheik Zayed Road) wurde 2008 teilgeflutet, danach 2011 durchgehend bis zum Creekeingang geflutet. Die ersten Hochbauten, ein Ensemble von zwölf "Executive Towers" wurden Anfang 2009 übergeben. Aufgrund der Finanzkrise wurden einige Bauvorhaben stillgelegt oder gestrichen, seit 2010 jedoch teilweise bereits wieder aufgenommen. Nach den ursprünglichen Terminvorstellungen sollte Business Bay bis 2015 im Wesentlichen vollendet sein.
Nach jetzigem Planungsstand sollen aus der Masse der mittelhohen Hochbauten einige höhere Türme bzw. kompakte Hochhausensembles herausragen:
| - Burj Al Alam - Emirates Park Towers - The Skyscraper (Dubai) - Churchill Towers - The Vision Tower - The Citadel (Dubai) - Iris Bay (Dubai) - The Bay Gate - Ubora Towers - The Prism (Dubai) | - Al Manara - One Business Bay - Executive Towers (12 Türme, 2009 vollendet) - The Forum (Dubai) - The Regal Tower - The Court (Dubai) - Park Lane Tower (Dubai) - Sky Tower 1 - The Oberoi Business Bay - Bayswater (Dubai) | - Crystal Tower (Dubai) - Ontario Tower (Dubai) - The Exchange (Dubai) - The Conclave (Dubai) - The Binary (Dubai) - Business Tower - West Bay Tower - XL Tower - The Peninsula (Dubai) - B2B Tower - Dancing Towers (4 flammenförmige Türme) |

## Verkehrskonzept
Business Bay hat sehr gute Straßenanbindung aus allen Richtungen, Dubai Metroanschluss allerdings nur im westlichen Zipfel (Sheik Zayed Road, Station Business Bay). Die Mitte und der Osten des langgezogenen Gebiets sollen durch Buslinien erschlossen werden.
Nach dem Konzept "Dubai 2015" ist das Quartier auch Mustercommunity für den Einsatz von Schiffen: die neuen künstlichen Creekkanalstrecken lassen Wasserfahrzeuge bis 60 Meter Länge zu. Business Bay könnte also zu einem großen Teil sowohl mit Versorgungsgütern, zur Abfallentsorgung und dem Personentransport über das verzweigte Kanalsystem bedient werden.
Südwestlich wird sich später der geplante ebenso kanaldurchzogene Stadtteil Mohammed bin Rashid Gardens anschließen, so dass sich dann interessante Verknüpfungen von Wasserwegen ergeben. Sobald die geplante Creekverlängerung über weitere 4 Kilometer bis zur Küste Jumeirahs vollendet ist, hat das innere Wasserwegenetz einen beidseitigen Meeresanschluss.